# Refuge de Véran
Das Refuge de Véran ist eine Schutzhütte der Sektion Sallanches des Club Alpin Français. Sie liegt in Frankreich im Département Haute-Savoie in der Region Auvergne-Rhône-Alpes im Giffre-Gebirge und befindet sich auf 1602 m Höhe.
Sie ist nicht bewirtschaftet, jedoch mit einem Gasherd und einer Holzheizung ausgestattet. Dem Wanderer stehen Matratzen und Decken zur Verfügung. Die Schutzhütte bietet Zugang zu einer Kletterroute an der Südwestflanke des Eisernen Kreuzes (französisch Pilier de Croix de Fer).